# Skalbmierz
Skalbmierz – miasto w południowej Polsce, w województwie świętokrzyskim, w powiecie kazimierskim, siedziba gminy miejsko-wiejskiej Skalbmierz, położone nad Nidzicą. 
W latach 1975–1998 miasto administracyjnie należało do woj. kieleckiego.
Skalbmierz leży w historycznej Małopolsce, jego północna część, na lewym brzegu Nidzicy, położona jest w ziemi sandomierskiej, zaś południowa, prawobrzeżna, należy do ziemi krakowskiej. W przeszłości miasto kapituły kolegiaty w Skalbmierzu (część) oraz katedry krakowskiej (część) w powiecie proszowickim województwa krakowskiego w końcu XVI wieku.

## Historia

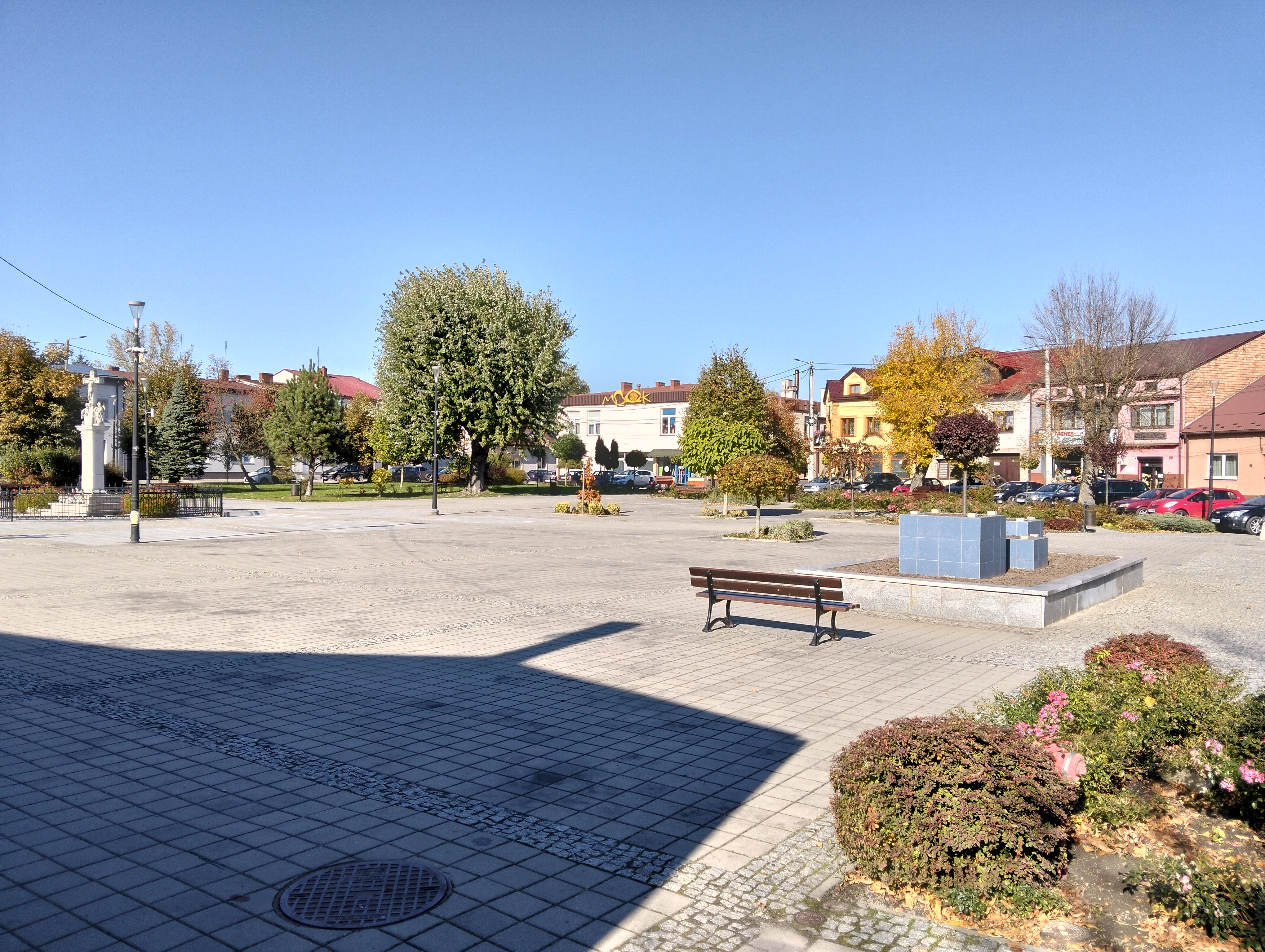
Rynek (pl. Marii Curie-Skłodowskiej)

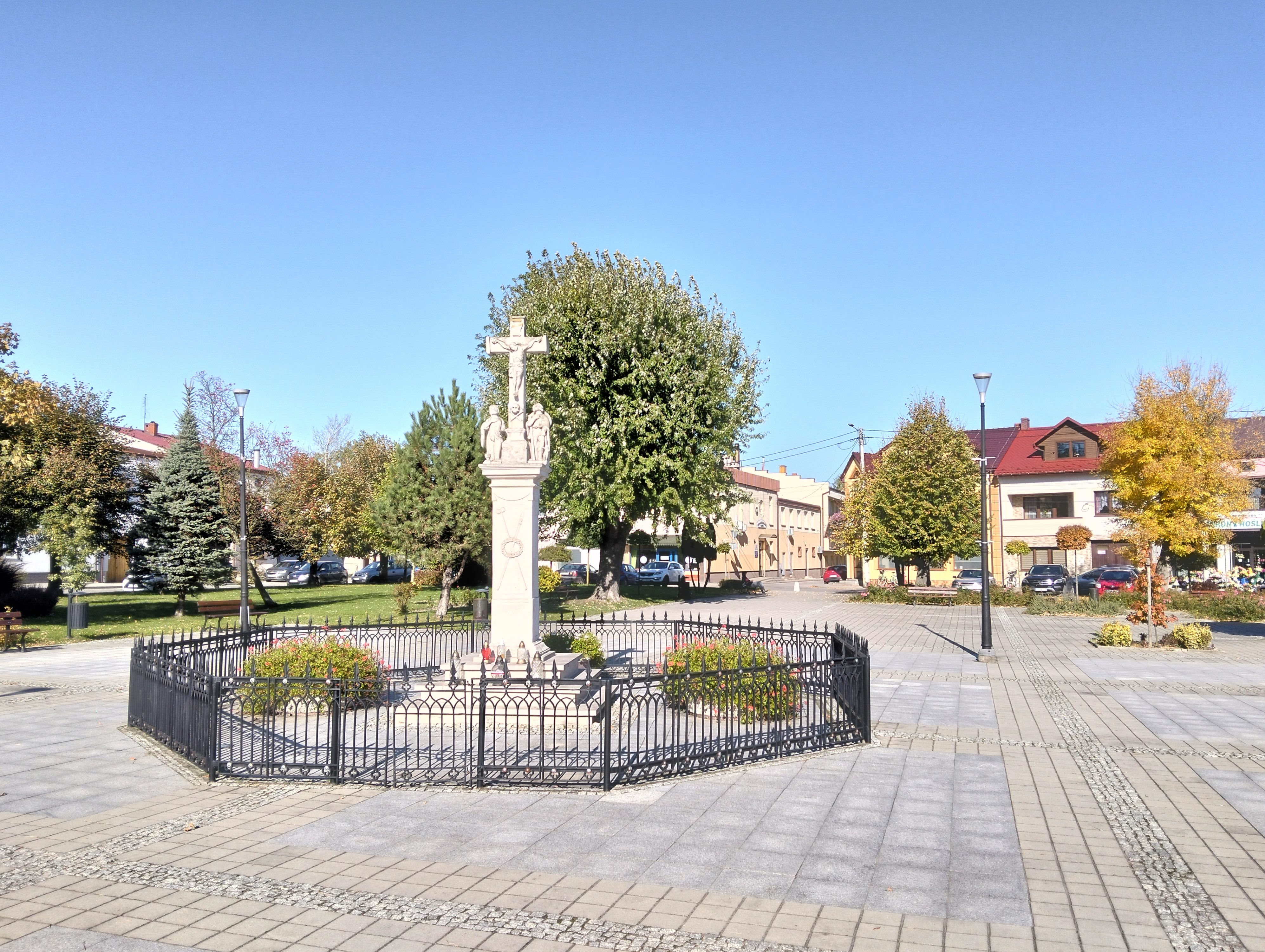
Kamienny krzyż z figurami św. Rozalii i św. Rocha, umieszczony w centrum skalbmierskiego rynku

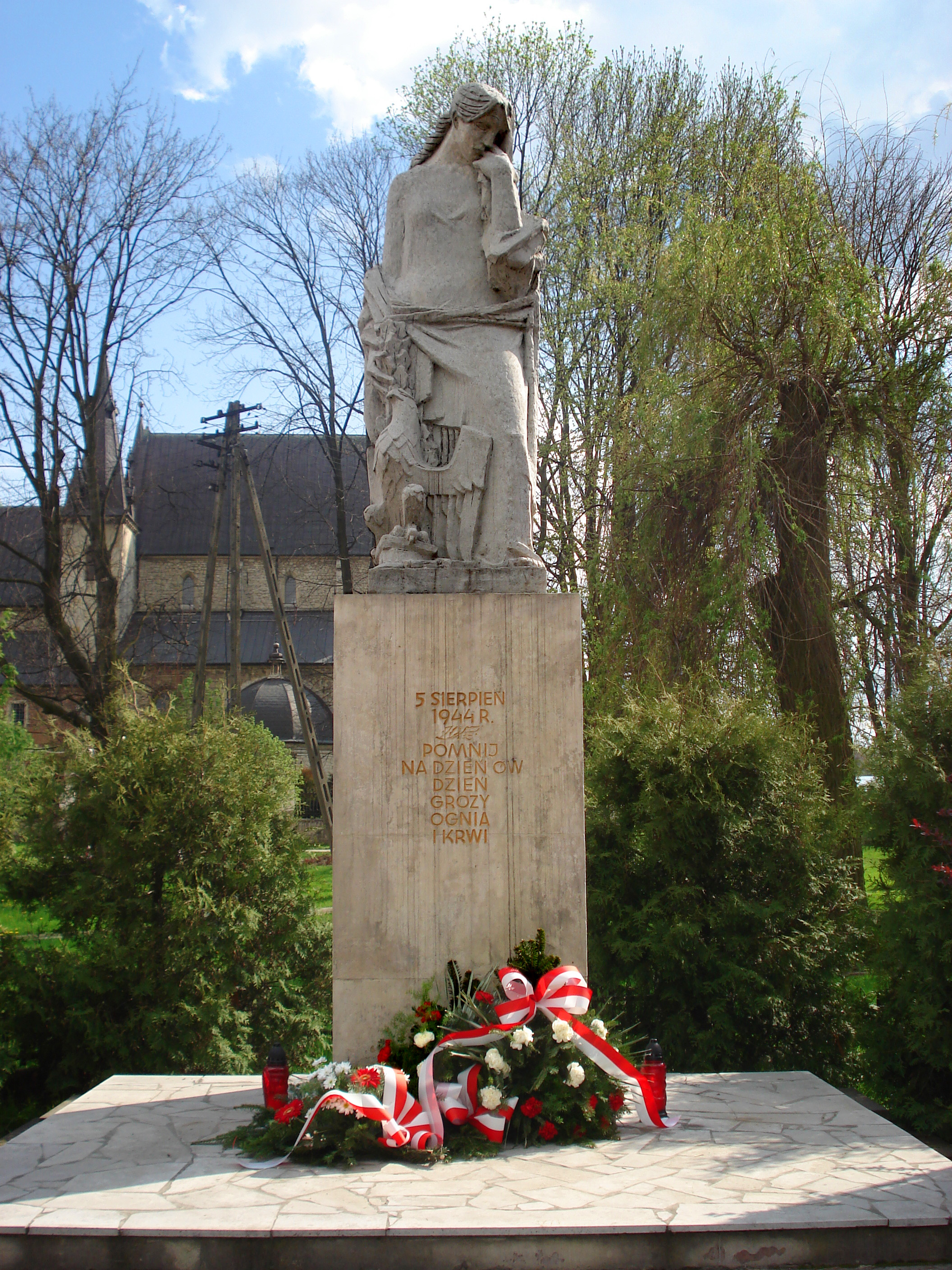
Pomnik tragedii skalbmierskiej

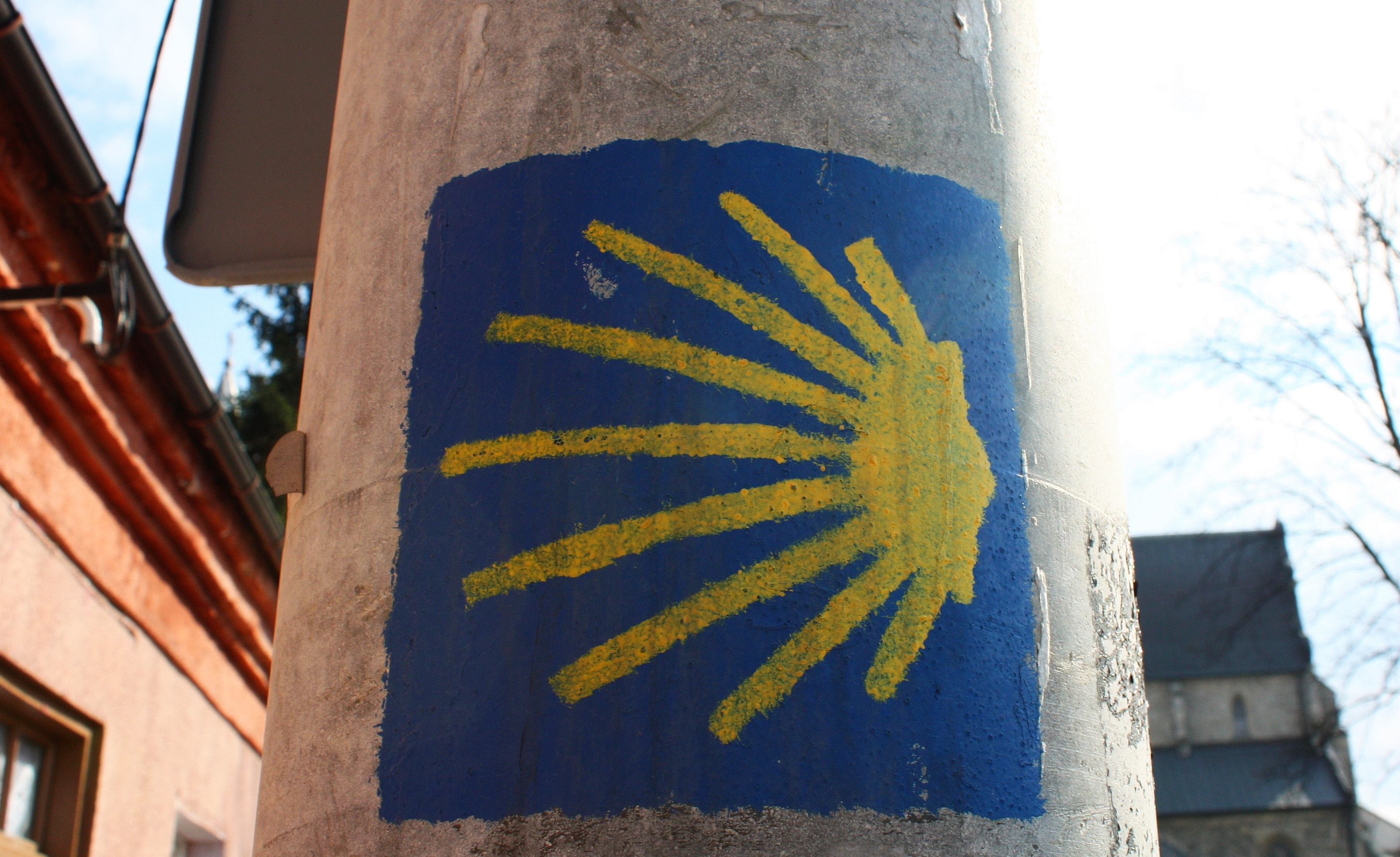
Znak drogi św. Jakuba przy ul. Mikołaja Reja

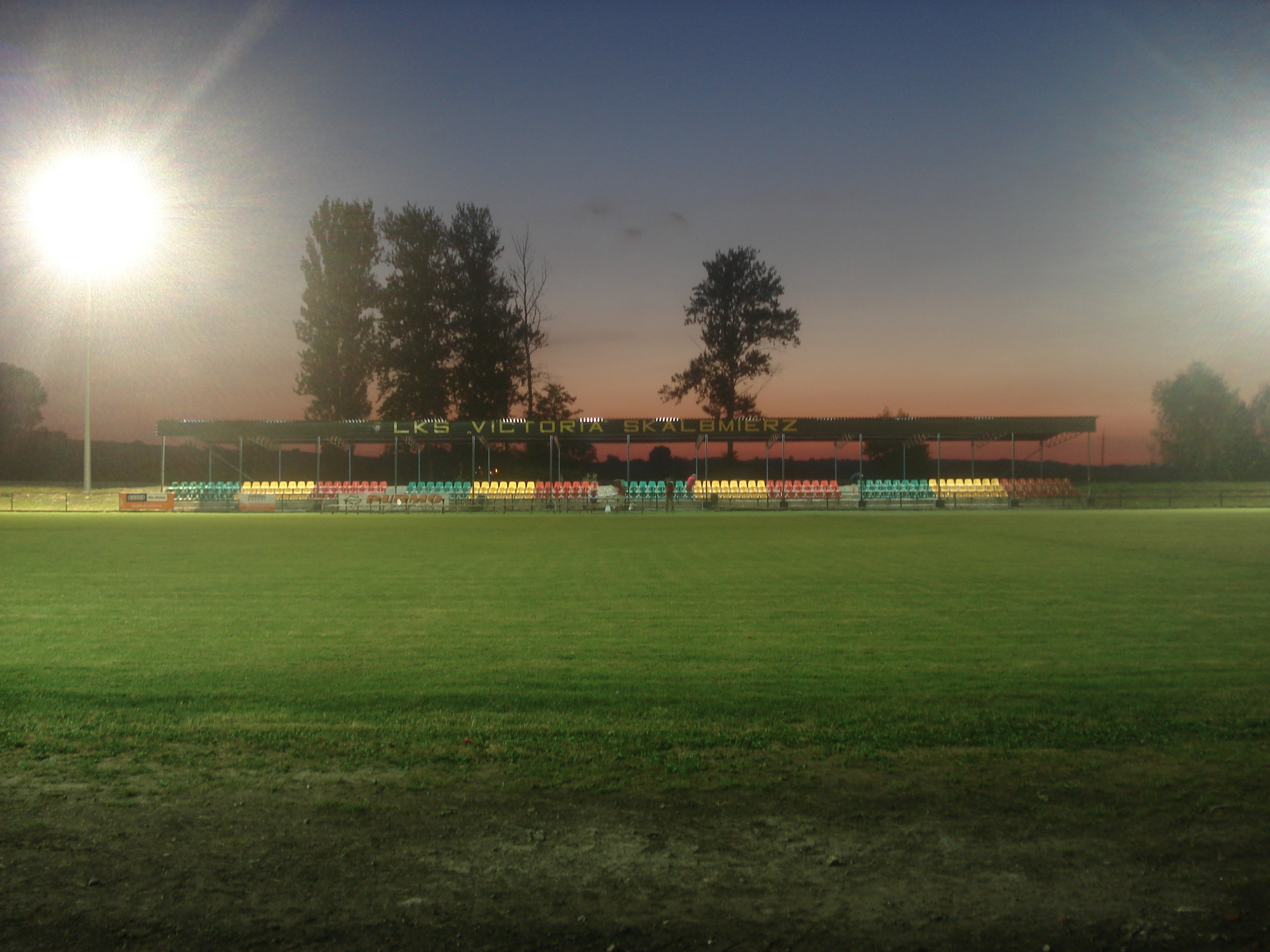
Stadion Victorii Skalbmierz, nocą

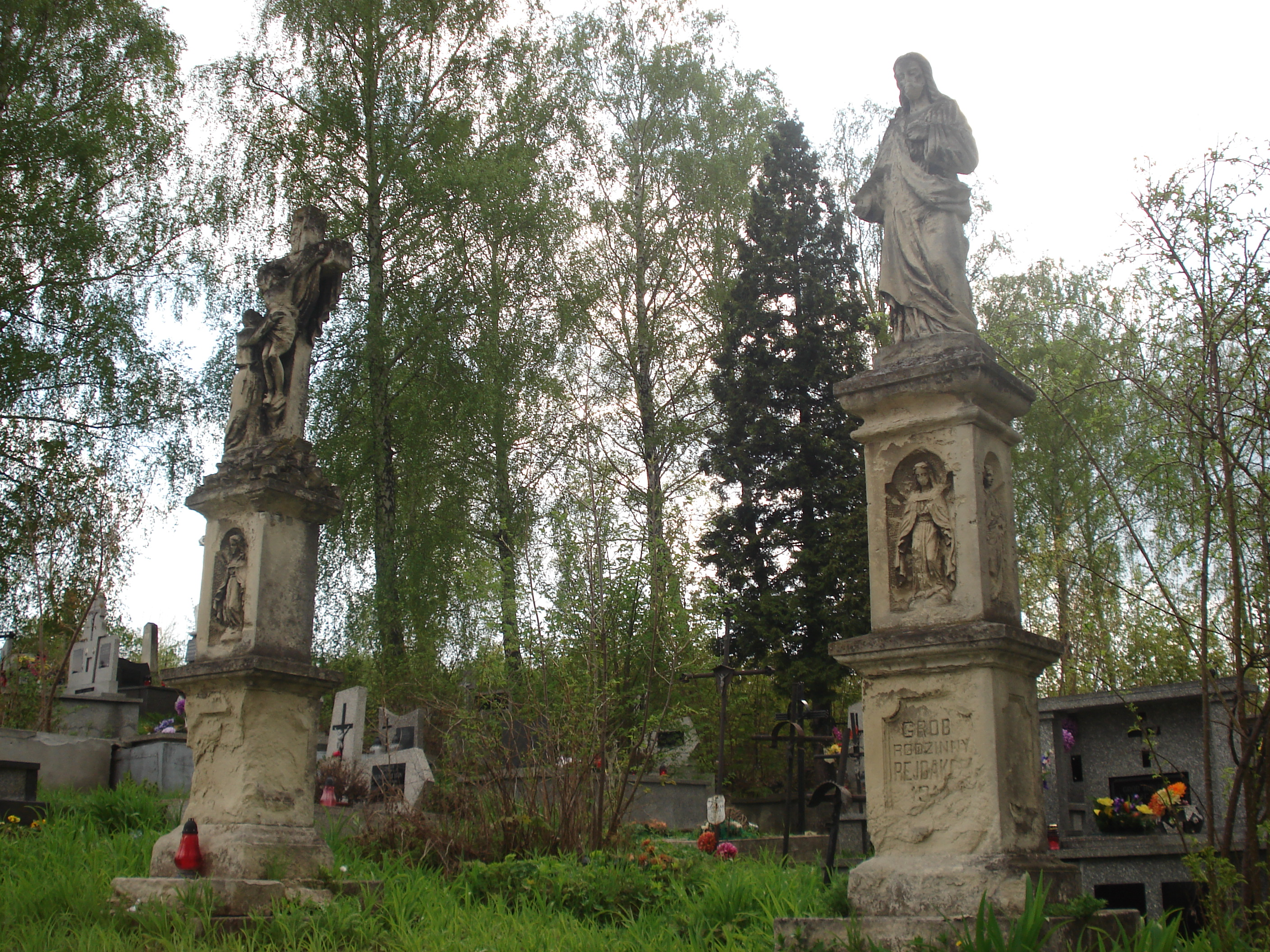
Nagrobki z II poł. XIX wieku na cmentarzu parafialnym

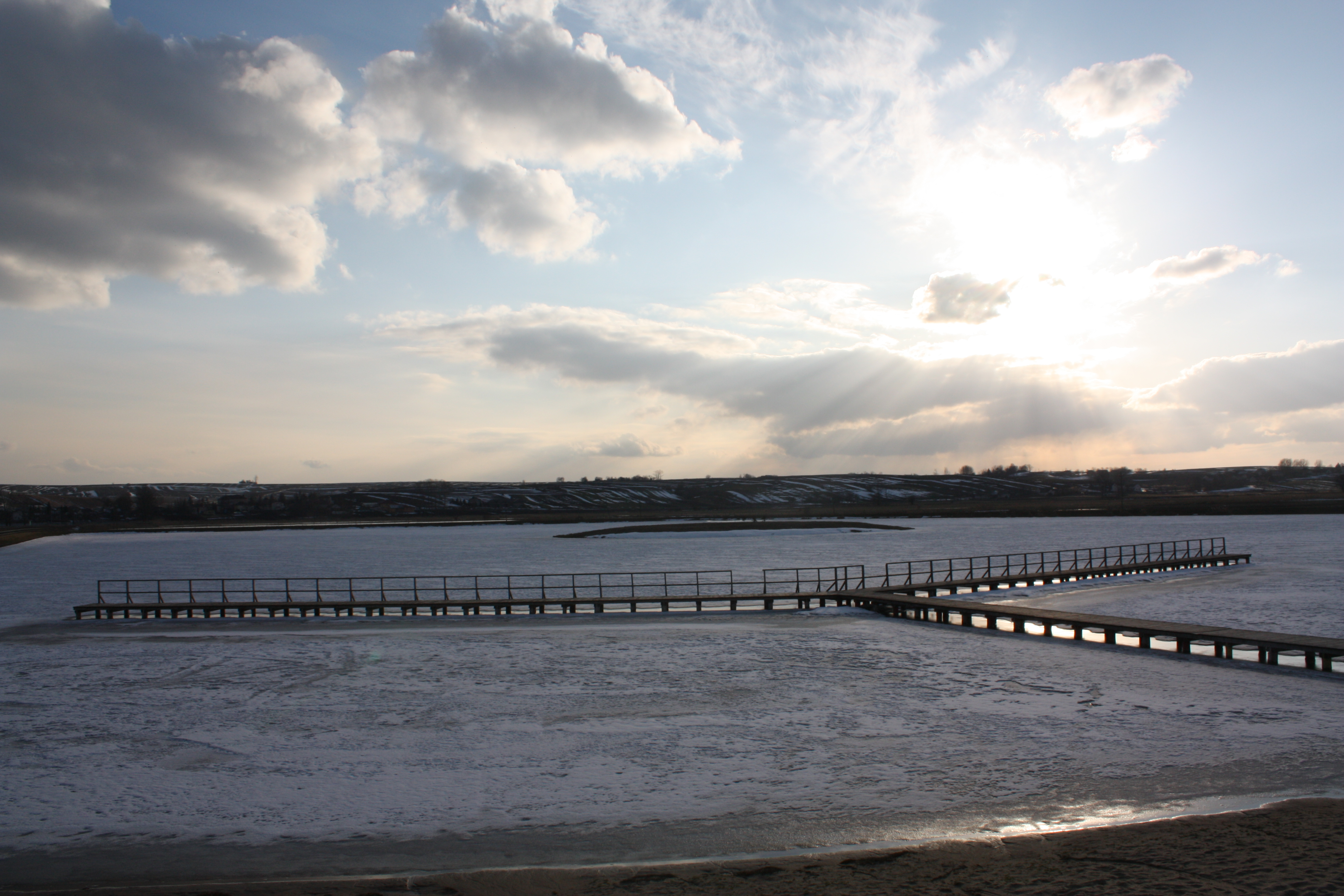
Zalew (zbiornik „Skalbmierz”)

Badania archeologiczne potwierdzają, że w okolicach Skalbmierza były osady, które sięgają nawet 4000 lat p.n.e. Początki Skalbmierza osnute są mrokami dziejów, przez co nie można precyzyjnie określić daty powstania miasta. Według legendy, fundatorem osady i miejscowego kościoła był palatyn Bolesława Krzywoustego – Skarbimir, który pochodził z rodu Awdańców. Był to rycerz żyjący na przełomie XI i XII w., który został oślepiony i wygnany z kraju. Po tym wydarzeniu Skalbmierz stał się własnością biskupów krakowskich.
Najstarszy źródłowy przekaz o Skalbmierzu pochodzi z 1217. W tym okresie w miejscu obecnego Skalbmierza istniała osada, przez którą przebiegał prastary szlak handlowy. Prowadził on z ziem niemieckich przez Wrocław do Krakowa, Sandomierza i dalej aż na Ruś.
Podczas wojny domowej, ok. 1234 Konrad I Mazowiecki przejął Skalbmierz i inkastelizował kościół, czyli przystosował go do funkcji obronnych. W 1241 na Skalbmierz najechali Tatarzy, którzy spustoszyli miasto. Mimo zniszczeń spowodowanych przez najazd, miasto nie straciło na znaczeniu.
Ważną datą w dziejach Skalbmierza był 20 lutego 1342, gdy na Zamku Królewskim w Krakowie, król Kazimierz Wielki wydał dokument lokacyjny miasta Skalbmierza na prawie średzkim. Był to przełomowy moment w historii miasta. Najświetniejszy okres przeżywał Skalbmierz w XV i XVI w. Zaliczano go wówczas do miast II kategorii, w Małopolsce miastem I kategorii był tylko stołeczny Kraków, co świadczy o dużym znaczeniu Skalbmierza w ówczesnych czasach. Miasto zachowało obowiązek udzielania stacji. Miasto należało do powiatu proszowickiego w XVI–XIX w. W XVI w. w mieście pracowało 23 piwowarów, 12 szewców, 10 płócienników, 7 rzeźników, 6 kuśnierzy, 5 krawców, 5 kowali, 4 bednarzy, 4 piekarzy, 3 czapników, powroźnicy, cyrulicy, kołodzieje, stolarze, rymarze, siodlarze, ślusarze i złotnicy, którzy byli zrzeszeni w cechach. Miasto było otwarte, nie posiadało murów miejskich. Spowodowane to było zapewne bezpiecznym położeniem, w centrum Małopolski. W razie zagrożenia mury posiadał kościół, do którego mogła schronić się ludność. Podstawą rozwoju Skalbmierza był handel. Oprócz cotygodniowych targów, miasto otrzymało w ciągu wieków drogą przywilejów 13 jarmarków. Rozwój miasta został zahamowany w XVII w. Powodem hamowania rozwoju miasta były pożary, szczególnie dotkliwy był ten w 1618, następnie epidemia dżumy, a wreszcie potop szwedzki i najazdy Węgrów oraz Kozaków. Następne ożywienie miasta nastąpiło dopiero w II połowie XVIII w. W latach 1810–1867 Skalbmierz był siedzibą władz powiatowych w departamencie krakowskim, potem w województwie krakowskim z siedzibą w Kielcach, a wreszcie w guberni radomskiej.
Skalbmierz utracił prawa miejskie w 1870.

### Dwudziestolecie międzywojenne
Odzyskanie przez Polskę niepodległości w 1918 przebudziło miejscowych działaczy społecznych do czynienia starań o odzyskanie przez Skalbmierz praw miejskich. Działania ówczesnego pomocnika rejenta, Antoniego Bauma przyniosły pozytywny rezultat i w dniu 31 marca 1927 Skalbmierz odzyskał utracone prawa miejskie. W okresie międzywojennym w Skalbmierzu powstał m.in. nowy budynek szkoły, Dom Ludowy z kinem „Lotnik”. Skanalizowano ciek, co umożliwiło wybrukowanie kilku ulic. W 1924 powstała orkiestra dęta.

### II wojna światowa
Okres powolnego rozwoju miasta w latach międzywojennych przerwała agresja niemiecka. W nocy z 6 na 7 września 1939 Skalbmierz był świadkiem krwawego boju 2 Pułku Strzelców Podhalańskich z niemieckim zagonem pancernym. Najwcześniejsze przedsięwzięcia konspiracyjne na Ponidziu miały miejsce w Skalbmierzu jesienią 1939. 5 sierpnia 1944 oddziały niemiecko-ukraińskie dokonały pacyfikacji miasta. W obronie miasta stanęły oddziały Armii Krajowej i Batalionów Chłopskich. Spośród mieszkańców Skalbmierza zamordowano 64 osoby. Z odsieczą przybył oddział Armii Ludowej i dwa radzieckie czołgi z czołówki pancernej znajdującej się w Wiślicy. Niemcy ostatecznie zostali wyparci z miasta. W walkach poległo ok. 20 partyzantów. Ku czci ofiar i obrońców w 25 rocznicę pacyfikacji Rada Państwa nadała miastu Order Krzyża Grunwaldu III klasy.

## Zabytki
- Kościół parafialny pw. św. Jana Chrzciciela wpisany do rejestru zabytków nieruchomych (nr rej.: A.207 z 15.01.1957 i z 11.02.1967)[7].
- Zabytkowy układ urbanistyczny Skalbmierza z XIV-XIX w. Jeden z nielicznych w Europie – ćwierć kolisty plac Marii Skłodowskiej-Curie (rynek).
- Krzyż z figurami św. Rozalii i św. Rocha, kamienny. Jest to wotum dziękczynne mieszczan skalbmierskich ocalonych od zarazy w latach 1831–1848 oraz dwukrotnie od egzekucji hitlerowskich w 1939 oraz 1944. Szacowny zabytek umieszczony w centrum skalbmierskiego rynku, przed którym modlą się mieszkańcy Skalbmierza w trudnych i tragicznych momentach.
- Pomnik tragedii skalbmierskiej odsłonięty w 1946. Autorem pomnika był Jerzy Bandura z Krakowa, rzeźbiarz, który kilkanaście lat później wykonał monumentalny pomnik na polu bitwy pod Grunwaldem.
- Cmentarz parafialny z wieloma starymi, zabytkowymi mogiłami. Cmentarz wojenny z okresu I i II wojny światowej obejmujący miejsca pochówku żołnierzy różnych narodowości z okresu I wojny światowej oraz żołnierzy polskich i ofiary terroru hitlerowskiego z okresu II wojny światowej.
- Stary cmentarz żydowski, w okresie okupacji zdewastowany.

## Turystyka
Przez Skalbmierz przebiegają szlaki turystyczne:
- – Szlak architektury drewnianej województwa świętokrzyskiego.
- – Małopolska Droga św. Jakuba
- Szlak Romański

## Sport i rekreacja
- W mieście funkcjonuje jeden z najstarszych klubów sportowych w województwie świętokrzyskim – Victoria Skalbmierz. Powstał w 1925, a jego największym sukcesem jest gra w klasie okręgowej. Obiekt sportowy Victorii umożliwia uprawianie m.in. piłki nożnej oraz tenisa ziemnego.
- Możliwe jest również uprawianie sportów wodnych na terenie Skalbmierza. Umożliwia to nowo powstały zbiornik retencyjno-rekreacyjny „Skalbmierz”. Jest on zasilany wodą z rzeki Szarbiówki. Powierzchnia lustra wody wynosi 8,38 ha. Od strony północnej zalewu znajduje się plaża długości ok. 300 m na której znajduje się boisko do gry w siatkówkę plażową oraz drewniane molo wchodzące w głąb zbiornika. Molo kształtem przypomina literę „Y”. Na środku zbiornika znajduje się wysepka o powierzchni 0,17 ha. Wokół zbiornika deptak spacerowy o długości ok. 1 km. Możliwość wypożyczenia rowerków wodnych oraz kajaków. Przed wejściem na zbiornik duży parking.

## Transport
W mieście krzyżują się drogi wojewódzkie:
- 768: Jędrzejów – Brzesko
- 783: Olkusz – Skalbmierz

Komunikacją autobusową zajmuje się PKS Busko Zdrój oraz firmy prywatne. Skalbmierz posiada bezpośrednie połączenia z Kielcami, Krakowem, Katowicami, Lublinem, Kazimierzą Wielką, Koszycami, Miechowem, Działoszycami i Pińczowem.